# Ragaina
Ragaina je litevská bohyně spojovaná s lesem a čarodějnictvím. Je zmiňovaná pouze Janem Łasickým v díle De Diis z roku 1615:
„Medeina a Ragaina jsou bohyněmi lesa.“
Její jméno lze odvodit buď od litevského rėgeti „vidět“ nebo rãgas „roh“, podle Marije Gimbutienė měla na její jméno vliv obě tato slova.(s. 163) Ragaina je také velmi podobné slovu rãgana, litevskému výrazu pro čarodějnici. Marija Gimbutienė jí vykládala jako lunární bohyni noci, zimy, smrti a znovuzrození, jejíž jméno se po christianizaci přeneslo na její lesní služebnice – čarodějnice. Podle Wilhelma Mannhardta je označení Ragainy za bohyni chybou Jana Łasického, který si špatně vyložil zprávy o lesní věštkyni. Rimantas Balsys upozornil na funkci čarodějnice v pohádkách, kdy její poražení lze vyložit jako iniciaci hrdiny. Ragaina před svou degradací mohla být bohyní, která měla na starost iniciaci.